# La Cantine de minuit
Autre
La Cantine de minuit (深夜食堂, Shinya Shokudō) est un seinen manga de Yarō Abe qui décrit la vie nocturne d'un izakaya dont la particularité est de préparer à la demande les plats qui font envie aux clients.
Il est prépublié dans le magazine Big Comic Original depuis octobre 2006 et publié par l'éditeur Shōgakukan en volumes reliés. La version française est éditée par Le Lézard noir depuis février 2017. 
La série est adaptée plusieurs fois à l'écran, notamment en drama japonais sous le titre Midnight Diner sous la forme de trois saisons de dix épisodes diffusés au Japon entre 2009 et 2014 et repris par Netflix avec deux saisons sorties en 2016 et 2019.

## Synopsis
La cantine de minuit est le surnom d'un petit restaurant de nuit (en fait, un izakaya, ouvert entre minuit et sept heures du matin), situé au fond d'une ruelle dans Kabukichō, un quartier chaud de Tokyo. La carte ne propose que du tonjiru (soupe miso au porc) et du saké, mais le patron préparera à la demande n'importe quel plat pour lequel il a les ingrédients en réserve cette nuit-là. Le manga se décompose en courtes histoires, les « nuits » (à raison d'une trentaine par volume dans l'édition française), centrées autour d'un plat (qui donne son nom à l'épisode, et dont la recette est souvent donnée avec de nombreux détails) et de la vie des personnages qui le commandent ;  certains sont des habitués, qu'on retrouve dans  la plupart des épisodes, d'autres réapparaissent de loin en loin. La vie nocturne de Tokyo (hôtesses de bar, salons de massage, boîtes  de strip-tease et yakuzas, mais aussi livreurs, ouvriers de nuit, policiers, etc.) défile dans le restaurant ; le patron sert souvent de confident aux habitués, et brise parfois le quatrième mur en donnant des conseils au lecteur, ou en plaignant le dessinateur obligé de différencier des plats d’aspect presque identique.

## Manga
La série est prépubliée dans le magazine Big Comic Original depuis octobre 2006 et publiée par l'éditeur Shōgakukan en volumes reliés avec un premier tome sorti le 26 décembre 2007 et 29 tomes sortis au 28 novembre 2024.
La version française est éditée par Le Lézard noir depuis février 2017, chaque volume français regroupant deux volumes japonais. L'éditeur publie également un livre de cuisine inspiré de la série, Le Livre de Cuisine de la Cantine de Minuit.

### Liste des volumes
| Japonais | Japonais          | Japonais          | Français | Français          | Français          |
| no       | Date de sortie    | ISBN              | no       | Date de sortie    | ISBN              |
| -------- | ----------------- | ----------------- | -------- | ----------------- | ----------------- |
| 1        | 26 décembre 2007  | 978-4-09-181707-5 | 1        | 2 février 2017    | 978-2-35348-092-0 |
| 2        | 30 juillet 2008   | 978-4-09-182160-7 | 1        | 2 février 2017    | 978-2-35348-092-0 |
| 3        | 30 janvier 2009   | 978-4-09-182447-9 | 2        | 21 septembre 2017 | 978-2-35348-101-9 |
| 4        | 28 août 2009      | 978-4-09-182686-2 | 2        | 21 septembre 2017 | 978-2-35348-101-9 |
| 5        | 30 novembre 2009  | 978-4-09-182800-2 | 3        | 5 avril 2018      | 978-2-35348-123-1 |
| 6        | 30 septembre 2010 | 978-4-09-183470-6 | 3        | 5 avril 2018      | 978-2-35348-123-1 |
| 7        | 26 février 2011   | 978-4-09-183750-9 | 4        | 4 octobre 2018    | 978-2-35348-124-8 |
| 8        | 28 octobre 2011   | 978-4-09-184211-4 | 4        | 4 octobre 2018    | 978-2-35348-124-8 |
| 9        | 27 avril 2012     | 978-4-09-184429-3 | 5        | 18 avril 2019     | 978-2-35348-143-9 |
| 10       | 30 novembre 2012  | 978-4-09-184825-3 | 5        | 18 avril 2019     | 978-2-35348-143-9 |
| 11       | 30 juillet 2013   | 978-4-09-185468-1 | 6        | 17 octobre 2019   | 978-2-35348-148-4 |
| 12       | 28 février 2014   | 978-4-09-186085-9 | 6        | 17 octobre 2019   | 978-2-35348-148-4 |
| 13       | 30 septembre 2014 | 978-4-09-186506-9 | 7        | 19 mars 2020      | 978-2-35348-185-9 |
| 14       | 30 avril 2015     | 978-4-09-187082-7 | 7        | 19 mars 2020      | 978-2-35348-185-9 |
| 15       | 30 septembre 2015 | 978-4-09-187296-8 | 8        | 22 octobre 2020   | 978-2-35348-197-2 |
| 16       | 30 mai 2016       | 978-4-09-187697-3 | 8        | 22 octobre 2020   | 978-2-35348-197-2 |
| 17       | 30 septembre 2016 | 978-4-09-187847-2 | 9        | 18 mars 2021      | 978-2-35348-208-5 |
| 18       | 30 mai 2017       | 978-4-09-189577-6 | 9        | 18 mars 2021      | 978-2-35348-208-5 |
| 19       | 30 novembre 2017  | 978-4-09-189747-3 | 10       | 26 octobre 2021   | 978-2-353-48227-6 |
| 20       | 29 juin 2018      | 978-4-09-860018-2 | 10       | 26 octobre 2021   | 978-2-353-48227-6 |
| 21       | 28 février 2019   | 978-4-09-860237-7 | 11       | 26 février 2022   | 978-2-35348-244-3 |
| 22       | 30 septembre 2019 | 978-4-09-860434-0 | 11       | 26 février 2022   | 978-2-35348-244-3 |
| 23       | 26 février 2021   | 978-4-09-860666-5 | 12       | 20 octobre 2022   | 978-2-35348-259-7 |
| 24       | 28 décembre 2021  | 978-4-09-861219-2 | 12       | 20 octobre 2022   | 978-2-35348-259-7 |
| 25       | 31 août 2022      | 978-4-09-861430-1 | 13       | 25 octobre 2023   | 978-2-35348-286-3 |
| 26       | 28 février 2023   | 978-4-09-861634-3 | 13       | 25 octobre 2023   | 978-2-35348-286-3 |
| 27       | 30 octobre 2023   | 978-4-09-862635-9 | 14       | 30 octobre 2024   | 978-2-35348-373-0 |
| 28       | 30 avril 2024     | 978-4-09-862814-8 | 14       | 30 octobre 2024   | 978-2-35348-373-0 |
| 29       | 28 novembre 2024  | 978-4-09-863140-7 | 15       |                   |                   |

## Adaptations

### Séries télévisées

#### Série télévisée japonaise
Une première saison est diffusée au Japon en 2009, suivi d'une seconde saison en 2011 et d'une troisième en 2014. La série est renommée Midnight Diner: Tokyo Stories lors de sa diffusion sur la plateforme de streaming Netflix où les saisons 1 et 2, correspondant aux saisons 4 et 5 du Midnight Dinner original, sont disponibles respectivement en 2016 et 2019.

#### Série télévisée coréenne
Une adaptation de la série en drama coréen intitulé Late Night Restaurant (en) est diffusé en 2015.

#### Série télévisée chinoise
Une adaptation en série télévisée chinoise est diffusée en 2017.

### Films

#### Films japonais
Deux films japonais sont adaptés de la série télévisée et réalisés par Jōji Matsuoka. Le premier sort le 31 janvier 2015 et le second le 5 novembre 2016.

#### Film chinois
Une adaptation cinématographique chinoise réalisée par Tony Leung Ka-fai sort en 2019.

## Distinctions
En 2009, La Cantine de minuit arrive en 4e position du Grand prix du manga. En 2010, la série remporte le 55e Prix Shōgakukan dans la catégorie générale et le Grand Prix du Prix de l'Association des auteurs de bande dessinée japonais, au côté de Twilight Hospital de Makoto Ayusawa. En 2017, la série remporte le Prix Asie de la Critique ACBD. Le tome 1 est en sélection officielle du Festival d'Angoulême 2018 et le tome 3 en sélection officielle du Festival d'Angoulême 2019.